# Bernard Makufi
Bernard Makufi (ur. 6 stycznia 1979) – piłkarz zambijski grający na pozycji napastnika.

## Kariera klubowa
W swojej karierze piłkarskiej Makufi występował między innymi w klubach Nkana FC z miasta Kitwe i szwedzkiego IFK Hässleholm.

## Kariera reprezentacyjna
W reprezentacji Zambii Makufi zadebiutował 7 sierpnia 1999 roku w zremisowanym 1:1 i wygranym 4:3 po serii rzutów karnych ćwierćfinałowym meczu COSAFA Cup 1999 z Mozambikiem. W 2000 roku został powołany do kadry na Puchar Narodów Afryki 2000. Na tym turnieju rozegrał dwa spotkania: z Burkina Faso (1:1) i z Senegalem. Od 1999 od 2000 rozegrał w kadrze narodowej 9 meczów i strzelił 1 gola.